# 等截共軛

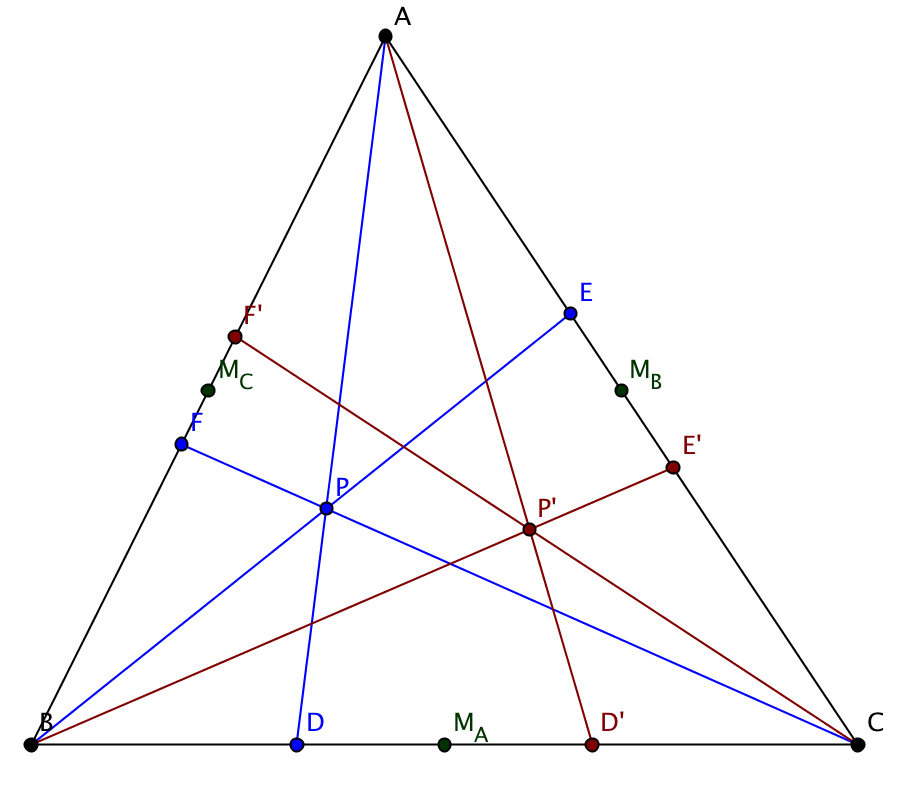
一點P對於三角形ABC的等截共軛

平面幾何中，已知三角形ABC，点P不在直线BC、CA、AB上。直線AP、BP、CP與直線BC、CA、AB分別相交於三點D、E、F。边BC、CA、AB的中點分別是MA、MB、MC。分別以此三點為中心，將三點D、E、F點對稱到三點D' 、E' 、F' 。則根據塞瓦定理的逆定理，直線AD' 、BE' 、CF' 必然相交於一點P' 。我們將P' 稱為P對於三角形ABC的等截共軛。根據定义，P也是P' 對於三角形ABC的等截共軛。
重心G的等截共軛是本身。Gergonne點和奈格尔点等截共軛。
已知P的重心坐标=x : y : z，那麼它的等截共軛P' 的重心坐標=1/x : 1/y : 1/z。又P的三綫坐标=p : q : r，那麼它的等截共軛P' 的三線坐標=1/a2p : 1/b2q : 1/c2r。其中a、b、c是三角形的三邊長。